# Schloss Tagmanns
Die ehemalige Hofmark mit dem Schloss Tagmanns liegt in dem Gemeindeteil Tagmanns der oberpfälzischen Gemeinde Kirchenthumbach im Landkreis Neustadt an der Waldnaab in Bayern. Das Schloss ist unter der Aktennummer D-3-74-129-33 als Baudenkmal verzeichnet. „Archäologische Befunde im Bereich des ehem. Schlosses von Tagmanns, zuvor mittelalterliche Burg“ werden zudem als Bodendenkmal unter der Aktennummer D-3-6236-0003 geführt.

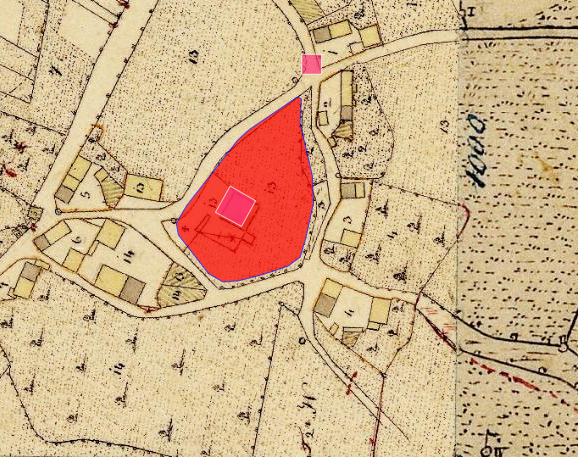
Lageplan von Schloss Tagmanns auf dem Urkataster von Bayern

## Geschichte
1321 werden die Albersdorfer hier genannt. Danach ging das Gut an die Schlammersdorfer über. 1334 wird hier Friedrich von Schlammersdorf, Sohn des Berthold von Schlammersdorf auf Tagmanns, als Zeuge bei einem Güterkauf in Michelfeld erwähnt. Dieser wird hier noch 1350 genannt; dann kam Tagmanns an das Kloster Speinshart und 1372 über die Watzmannsdorfer wieder an die Albersdorfer.
1480 wird Ulrich Albersdorfer auf Tagmanns von Pfalzgraf Otto II. mit zwei Burghuten zu Treinreuth (heute ein Ortsteil von Kirchenthumbach), Gütern in Zirkendorf und Wolframshof (heute ein Ortsteil von Kastl (bei Kemnath)) sowie Eschenbach (erkauft von Hans Regeldorfer) belehnt. 1494 kam zu den erwähnten Lehen die Burghut von Thurndorf und die von Wolfframs durch Herzog Phillipp der Aufrichtige hinzu. Ulrich von Albersdorfer war 1501 Rentmeister im bayerischen Oberland und Pfleger zu Neuburg an der Donau. 1510 wird Ulrich von Albersdorfer zu Tagmanns vom Augsburger Bischof Heinrich IV. von Lichtenau als Lehenträger des Klosters Reichenbach bestimmt habe. Ulrich von Albersdorfer war mit Ottilie von Harbach verehelicht; das Ehepaar hatte zwei Söhne, von denen Anton Domherr zu Freising († 1550) und Sigmund Pfleger zu Biberach wurde. Nach dem Tod des Vaters († 1520) verkauften die beiden Brüder Sigmund und Anton 1525 den Hof zu Tagmanns an Hans den Pappenberger von Frankenohe († um 1538). Zu dem Schloss Tagmanns gehört damals eine große Hofraith mit zwei Scheunen, zwei Kuhstallungen, einem Schafstall, einem Schweinestall und einen Backofen, ebenso ein zwölf Meter tiefer Brunnen, der heute noch Wasser liefert. Hans der Pappenberger besaß auch die Bleischmelze zu Röthenbach, das Schloss und den dortigen Hammer. Seine Kinder Friedrich, Christoph und Dorothea veräußerten über ihre Vormünder diese Besitzungen. Christoph Pappenberger zu Tagmanns wird 1566 Richter zu Schnaittenbach, er war mit Margareta von Brand verheiratet. Nach dem frühen Tod ihres Mannes († 1570) verehelichte sie sich 1577 mit Wilhelm Groß von Trockau zu Trockau. Nach seinem Tod ging das „adelige Gut“ 1594 an seinen Sohn Hans Lorenz. 1609 kaufte es Hans Ernst von Mengersreuth.
Hans Ernst von Mengersreuth war Landsasse auf Burggrub, Kirchenthumbach und Tagmanns; er widersetzte sich bis zur Gegenreformation den Versuchen der Rekatholisierung und wurde des Landes verwiesen. Er begab sich zuerst in das benachbarte bayreuthische Territorium und dann in schwedische Kriegsdienste. Er bemühte sich, seine Besitzungen in „treue Hände“ zu übergeben, was ihm auch von der kurfürstlichen Regierung zu Amberg am 20. Mai 1629 genehmigt wurde; durch seinen Tod wurde die angestrebte Zession aber hinfällig und seine Güter wurden, da keine lehensfähigen Erben vorhanden waren, eingezogen und 1651 dem vormaligen Generalfeldmarschall und Schultheiß von Neumarkt Georg Druckmüller als Lehen überlassen.
1650 ist Amalie Rosina von Gleißenthal im Besitz von Tagmanns. Sie huldigt 1652 durch ihren Sohn Jobst Friedrich, der das Gut bis 1666 nützte. Eine Zeit lang waren Tagmanns, Leutzenhof und Stegenthumbach vereinigt. Die Marktkammerrechnung von Thumbach aus dem Jahr 1678 nennt nämlich einen Adam Zedwitz aus Loitzenhof als gleichzeitigen Besitzer von Tagmanns. 1665 erhielt ein Konrad König für das Gut die Landsassenfreiheit. Von ihm erwarb es 1690 Hieronymus Christoph von Pöllnitz, der in erster Ehe mit Katharina Stör von Störnstein und in zweiter Ehe mit Katharina Anna von Kürpen verheiratet war, das Gut. Sein Sohn Friedrich von Pöllnitz († 1723) vererbte das väterliche Gut wieder an seine Söhne Marquard, der 1742 unverheiratet starb, und an Wilhelm Georg Ernst, 1741 Amtmann von Stadtsteinach. Die beiden Brüder haben die Landsasserei Tagmanns zerstückelt und veräußert. Dieser Freiherr von Pöllnitz verkaufte das Gut 1822 an Josef Ringer von Wolfsflegel. Der teilte es in zwei Anwesen und übergab es seinen beiden Töchtern. Eine davon verehelichte sich mit Josef Albersdorfer aus Ernstfeld und die andere mit Ulrich Metzner aus Pappenberg, letzterer wurde Besitzer des Schlosses. Sein Sohn Ignaz Metzner übernahm das Anwesen 1861 und verheiratete sich mit Barbara Trummer aus Wolframs. Da ihr Mann bereits im 47. Lebensjahr verstarb, musste die Witwe mit ihren drei Kindern das Gut allein betreiben, bis das Anwesen im Jahre 1899 auf eine der drei Töchter überging. Eine davon heiratete 1906 den Bauernsohn Johann König aus Asbach. Die Tochter Barbara König verehelichte sich 1948 mit Michael Schleicher und das Paar bewirtschaftete den Hof bis 1972, dann erbauten sie sich unweit von Tagmanns einen Aussiedlerhof, der heute noch bewirtschaftet wird. Danach verkaufte Michael Schleicher das Schlossgebäude mitsamt den landwirtschaftlichen Gebäuden an einen Koller aus Grafenwöhr, der es 2001 an die Familie Seemann aus Kemnath weiterverkaufte.

## Heutiger Zustand
Das Schlossgebäude ist ein zweigeschossiger traufständiger Steildachbau mit profilierten Fensterrahmungen. Das Gebäude besitzt bis 1,6 m dicke Mauern und massive Kellergewölbe. 1825 wurde das Schloss „um einige Schuh“ abgetragen und in ein Anwesen für bäuerliche Zwecke umgebaut; der ehemals vorhandene Wassergraben ist abgekommen, ebenso die Brücke und die beiden das Anwesen schützenden Türme. Zu dem Anwesen zählen heute eine Scheune, Maschinenhallen und Stallungen sowie 4000 Quadratmeter Hoffläche. Um das Areal zieht sich eine Ringstraße. Das ursprünglich aus dem 16. Jahrhundert stammende Schloss ist heute das Wohngebäude innerhalb dieses Bauernhofes. Das Schloss wurde im Jahr 1910 innen nahezu vollständig neu ausgebaut, danach aber durch die Vorbesitzer stark wieder geschädigt (alle Türen wurden ausgebaut und die Fußböden schwer beschädigt). Die jetzigen Besitzer bemühen sich um eine sachgerechte Renovierung.